# Angeline Stickney
Chloe Angeline Stickney Hall (1er novembre 1830 - 3 juillet 1892) est une mathématicienne, suffragette et abolitionniste américaine.
Le cratère Stickney, le plus grand cratère de Phobos (une des deux satellites naturels de Mars), porte son nom en hommage à sa contribution dans sa découverte.

## Jeunesse et formation
Angeline Stickney naît le 1er novembre 1830. Elle est la fille de Theophilus Stickney et d'Electa Cook. En 1847, grâce à l'aide financière de sa cousine, Harriette Downs, elle étudie au Rodman Union Seminary. Puis avec le soutien de sa sœur Ruth, elle étudie au New-York Central College, un établissement progressiste où les étudiants d'origine modeste, les femmes et les afro-américains libres peuvent obtenir un diplôme universitaire. En 1855, Stickney sort major de sa promotion en sciences et mathématiques. Durant ses études, elle commence à se passionner pour le suffrage des femmes et l'abolition de l'esclavage.

## Recherches et activisme
Pendant ses études, Stickney enseigne les mathématiques au Central College. Elle s'éprend de l'un de ses élèves, Asaph Hall, qu'elle épouse le 31 mars 1856 dans le Wisconsin où Hall cherche du travail, sans succès. Après le mariage, comme le voulait l'époque, Sitckney doit renoncer à sa carrière universitaire. Le couple déménage à Ann Arbor (Michigan) où Hall étudie trois mois à l'Université. Puis, à court de ressources, ils partent pour l'Ohio. Hall gagne un peu d'argent en tant que charpentier, s'inscrit à la Lawrence scientific school de Harvard mais finalement rejoint l'Observatoire Naval en 1862. Quand un poste permanent s'ouvre à l'Observatoire, c'est Stickney qui écrit au responsable, le capitaine Gillis, pour lui vanter les qualités de son époux et lui suggérer qu'il soit nommé professeur.

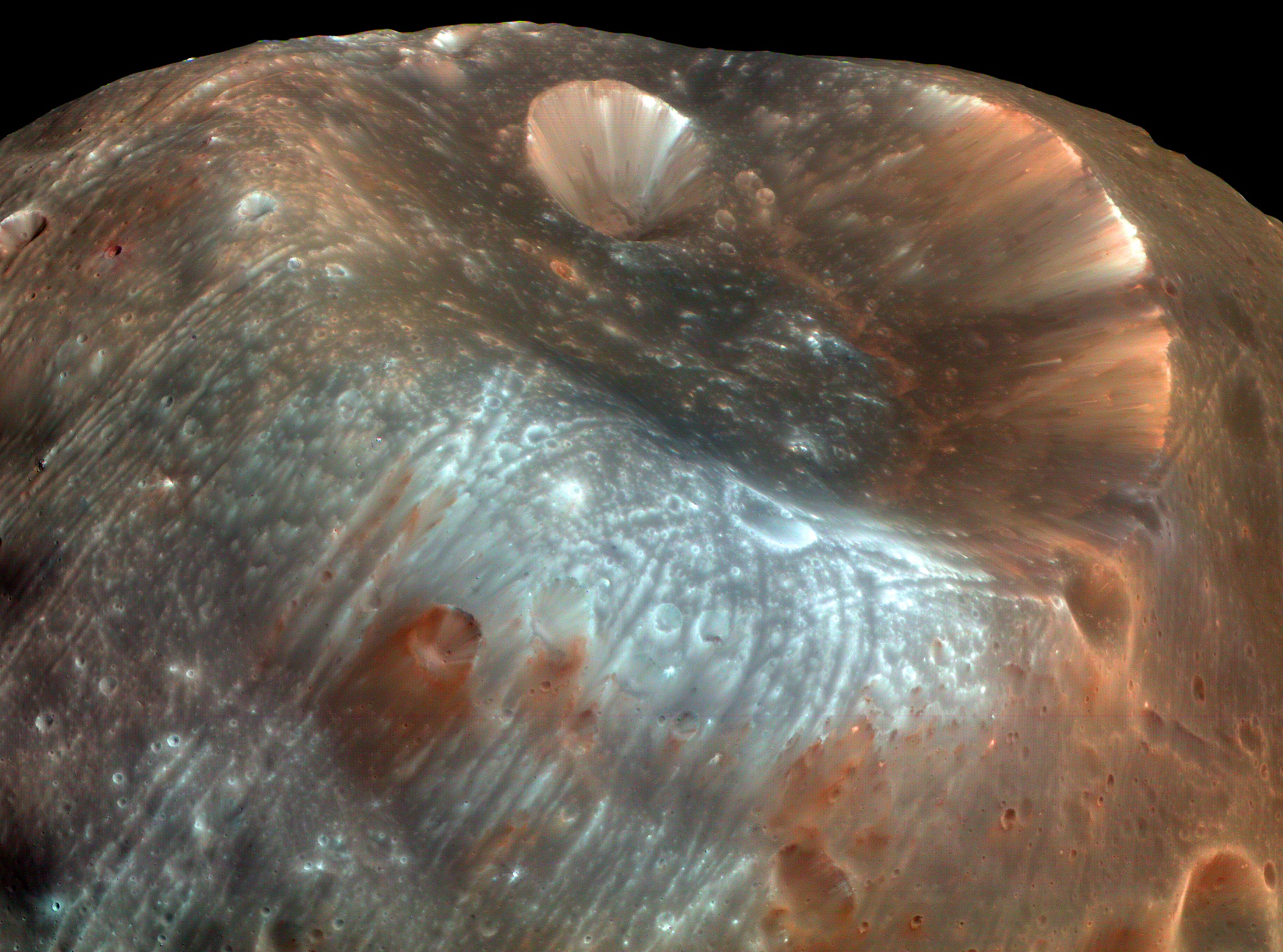
Le cratère Stickney sur Phobos

Elle encourage Hall et l'aide dans ses calculs à la recherche de satellites de la planète Mars. Notamment grâce à elle, il découvre les lunes Phobos et Déimos. Mais quand il refuse de rémunérer son travail, elle interrompt sa collaboration. En 1973, l'Union astronomique internationale, présidée par Carl Sagan, nomme Stickney le plus grand cratère de Phobos, en son honneur.
Stickney scolarise ses quatre enfants à la maison. Ils iront tous à l'Université Harvard.
Elle meurt à North Andover (Massachusetts) à 61 ans.